# Anton Tjekhov
Anton Pavlovitj Tjekhov (russisk: Антон Павлович Чехов, tr. Anton Pavlovitj Tjekhov; født 17. januar 1860 i Taganrog, Jekaterinoslav guvernement (nu Rostov oblast), Det Russiske Kejserrige, død 2. juli 1904 i Badenweiler, Det Tyske Kejserrige) var en russisk forfatter.
Tjekhov blev født i havnebyen Taganrog i det sydlige Rusland, hvor han kom fra meget beskedne kår. Bedstefaderen havde været livegen, mens hans egen far med besvær oparbejdede en købmandshandel, som han efter nogle år gik fallit med. Familien måtte af økonomiske årsager flytte til Moskva, hvor det lykkedes sønnen Anton at komme ind ved det medicinske fakultet. I 1884 blev han læge, men havde i hele studietiden forsørget familien til dels ved hjælp af sit skrivetalent. Han havde dog ingen litterære ambitioner, men skrev for at tjene penge. Allerede fra 1879 var han blevet medarbejder ved tidsskriftet Strekosa (guldsmed) og året efter ved flere aviser blandt andet Petersborg-dagbladet Novosti dnja (Dagens Nyheder), hvor han i årenes løb skrev flere hundrede humoristiske fortællinger. Et udvalg af disse historier er samlet i bogen med den lidt vildledende titel Herskab og Slavesjæle. I samme avis udkom desuden i årene 1884-85 kriminalføljetonen ”Jagtselskabet” (udgivet på dansk på forlaget Cicero i 1987).
I 1885 opfordrede en af tidens anerkendte skikkelser, forfatteren Grigorovitj, Tjekhov til at bruge sit åbenbare store talent på at skrive mere seriøse ting. Tjekhov begyndte fra nu af at tage sit forfatterskab alvorligt, og han lod sine fortællinger udkomme i tidsskrifter og bøger. I 1888 offentliggjorde han således sin første kortroman, ”Steppen”, i et litterært tidsskrift, og samme år modtog han Pusjkin-Prisen.

## Straffekolonien
Selv om ”Steppen” blev meget vel modtaget, var der dem, der mente, at han ikke havde vist tilstrækkeligt samfundsengagement. Man misforstod Tjekhovs bevidste objektivitet og troede, at det vidnede om ligegyldighed. Men at han var mindst lige så optaget af, hvad der foregik i Rusland som tidens øvrige forfattere, fik man at se, da han i 1890 rejste til Sakhalin, en ø for straffefanger. Fra dette ophold skrev han bogen Øen Sakhalin, der fortæller om de forfærdende forhold på stedet.
Nogle af de erfaringer, han fik herfra om den menneskelige fornedrelse under indespærring, brugte han i Sjette Afdeling (1892) – en beretning om lægen Ragin, der bliver spærret inde på det sindssygehospital, hvor han selv er overlæge, fordi han forklarer en patient, at tabet af den ydre frihed ikke betyder noget, når blot man kan bevare den indre. På den mest smertefulde måde opdager han, at dette aldeles ikke er sandt.
Også i de to nævnte prosaarbejder skriver Tjekhov upolemisk og fremlægger problemerne ganske objektivt, så læserne selv kan dømme. Det samme er tilfældet i hans mesterlige novellesamlinger, hvor mange af de vigtigste ting står mellem linjerne, han selv udtaler ingen moral og fælder ingen dom. Der kan for eksempel nævnes ”Damen med hunden” og ”Tre år” og desuden samlingerne ”Den sorte Munk” og ”Biskoppen”. Senere hen skulle Hemingway blive inspireret af Tjekhovs måde at arbejde med det underforståede på. Hos ham bliver det kaldt isbjergsteknikken – altså det faktum, at man kun kan se den lille del af isbjerget, der rager op over vandet – resten er skjult.

## Teatret
Skønt Tjekhovs noveller er mindst lige så gode som hans teaterstykker, er det alligevel teaterstykkerne, han i den brede offentlighed er blevet berømt for. I 1887 debuterede han med skuespillet Ivanov, som ikke blev synderlig bemærket. Ni år efter havde skuespillet Mågen premiere i Sankt Petersborg, hvor det blev en eklatant fiasko. Stykket, der handler om de sørgelige konsekvenser det får, når man tager livsløgnen fra et menneske, var inspireret af Henrik Ibsens Vildanden. Det var først, da Moskva kunstnerteater to år senere i 1898 satte Mågen op igen, at stykket fik succes og det takket være Konstantin Stanislavskijs instruktion. Berømmelsen var nu sikret, publikum elskede det, hvilket også kom til at gælde for de følgende skuespil: Onkel Vanja, Tre Søstre og Kirsebærhaven.
I modsætning til tidens intrigedrama, i første række Ibsens og Strindbergs stykker, er handlingen hos Tjekhov mindre vigtig, hans interesse gælder først og fremmest mennesker og deres skæbner. Som noget nyt brugte han pausen som teknisk finesse, så at publikum fik tid til at tænke over, hvad der lige var blevet sagt. Den måde, hvorpå hans personer ikke hører efter, hvad de andre siger, men kun taler om det, der interesserer dem selv, er gået i arv til det absurde teater i 1960'erne.
I 1892, da Tjekhov var blevet berømt og begyndte at tjene godt, købte han et landsted, Melikhova, i nærheden af Moskva. Her inviterede han sine venner, der kom og slog sig ned for længere tid. Men også egnens syge fik et tilholdssted hos ham. Godset var således altid fyldt med mennesker, forfattere, unge kvinder, der beundrede ham, undertiden nogle slægtninge med deres familie samt lægen på stedet, hvilket alt sammen får os til at tænke på persongalleriet i hans skuespil. Det var her, han skrev Mågen og samlede materiale til sine andre skuespil, hvor han beskriver den hendøende kapitalisme og den fattige adel på deres misligholdte godser omkring århundredeskiftet, før drabet på zaren og revolutionen. Han skildrer livet, der svinder hen, mens man snakker og filosoferer. Vi møder de livsuduelige mennesker, hvis lidelser og længsler og uforløste håb, vi får indblik i omkring tebordet med samovaren. Hans gæstfrihed var således dels et udtryk for hans kærlighed til mennesker, men også at han kunne bruge noget af denne stemning og af samtalerne i sine stykker. I Mågen siger forfatteren Trigorin til Nina: "Jeg fanger hver eneste sætning, hvert eneste ord, De og jeg siger og skynder mig at låse disse sætninger og ord inde på mit litterære lager: Måske får man brug for dem".
I 1887 fik Tjekhov et slemt anfald af den lungetuberkulose, der altid havde været hans tro følgesvend, og som endte med at tage livet af ham i en alder af kun 44 år. Han blev straks indlagt på en privatklinik i Moskva, hvor han opholdt sig en tid. Det følgende år tog han konsekvensen af sit dårlige helbred og flyttede til Jaltas mildere klima. I årenes løb opholdt han sig desuden på adskillige tyske kursteder. På et tidspunkt rejste han, ligeledes af helbredsgrunde, til Nice, men her havde han også et andet ærinde, nemlig at opkøbe bøger af franske forfattere, som han forærede til biblioteket i fødebyen Taganrog; det blev i alt til 70 udgaver af franske klassikere.
Tjekhovs noveller og skuespil tog alle udgangspunkt i det russiske førrevolutionære samfund på hans tid. Alligevel er hans kunst aktuel også for os i dag og vil være det for dem, der kommer efter os. Dette skyldes både hans tidløse personskildringer, hans udsøgte stil og hans nøgterne syn på menneskenes manglende evne for lykken samt hans skepsis over for store ord.
I et interview udtaler Woody Allen: "For mig forbliver Tjekhov uopnåelig: Han skrev fortvivlelsens komedier om menneskets lidelser og længsler. Og mens man på én og samme tid morer sig og sønderrives, er hans kunst så indtrængende og vedkommende."